# Louise d’Épinay

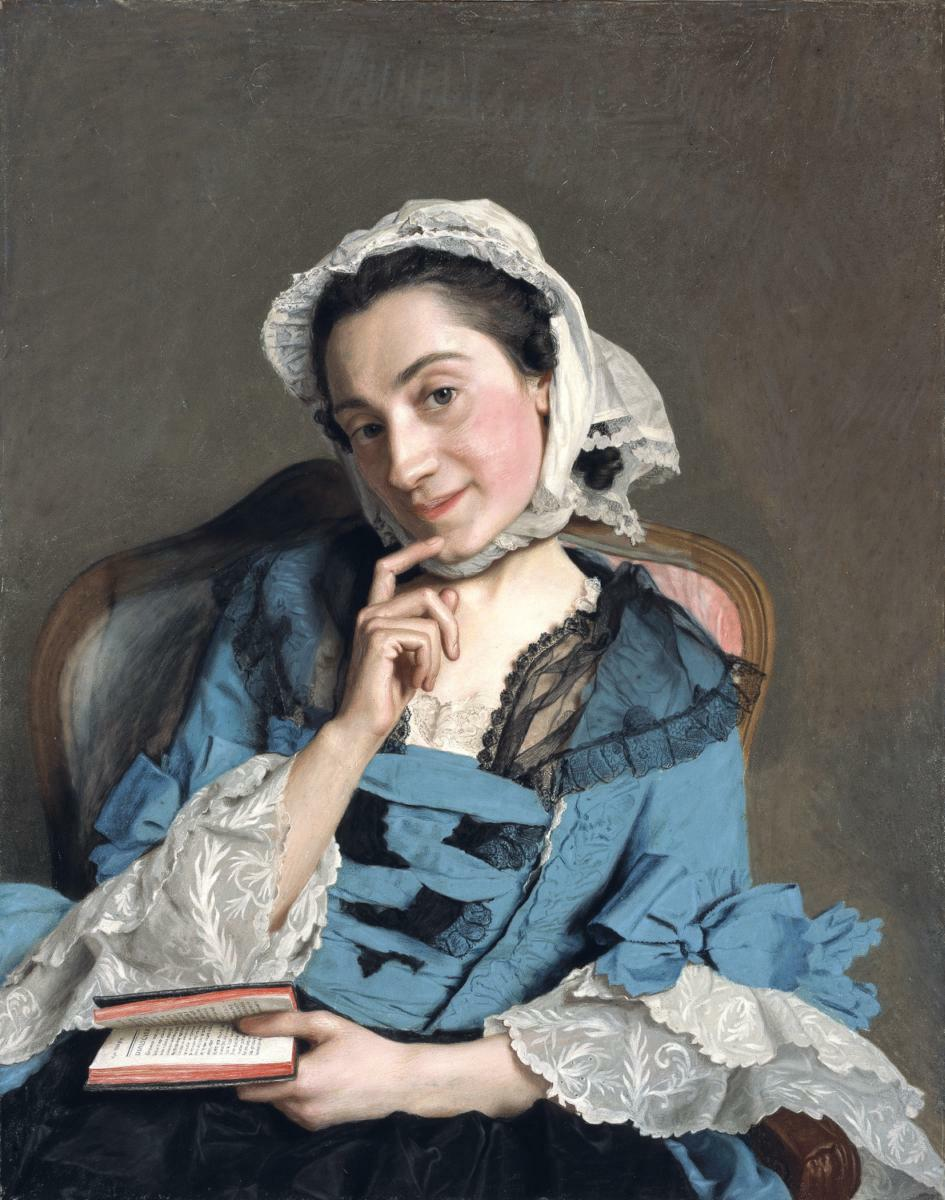
Jean-Étienne Liotard: Louise d’Épinay, Öl auf Leinwand, um 1760

Louise Florence Pétronille Lalive, marquise d’Épinay, besser bekannt als Madame Louise d’Épinay (* 11. März 1726 in Valenciennes, Nord-Pas-de-Calais; † 17. April 1783 in Paris) war eine französische Schriftstellerin und bekannte Salonnière. Madame d’Epinay ist bekannt durch ihre Freundschaften mit den Schriftstellern Jean-Jacques Rousseau und Baron von Grimm, und ihre Bekanntschaft mit Denis Diderot, Jean Baptiste le Rond d’Alembert, Paul Henri Thiry d’Holbach, Voltaire, Théodore Tronchin und anderen französischen Literaten.

## Leben und Wirken
Louise Florence Pétronille Tardieu d’Esclavelles war die Tochter des Brigadegenerals der Infanterie und Gouverneur der Zitadelle von Valenciennes Louis-Gabriel Tardieu, marquis d’Esclavelles (1666–1736) und seiner Ehefrau Florence Angélique Prouveur de Preux (1695–1762). Ihre Cousine war Elisabeth Françoise Sophie de Tardieu d’Esclavelles, Comtesse d’Houdetot. Mit neun Jahren verlor Louise ihren Vater und wurde ab 1736 unter der Vormundschaft des französischen Königs Ludwig XV. in der Abtei Fontevrault erzogen.

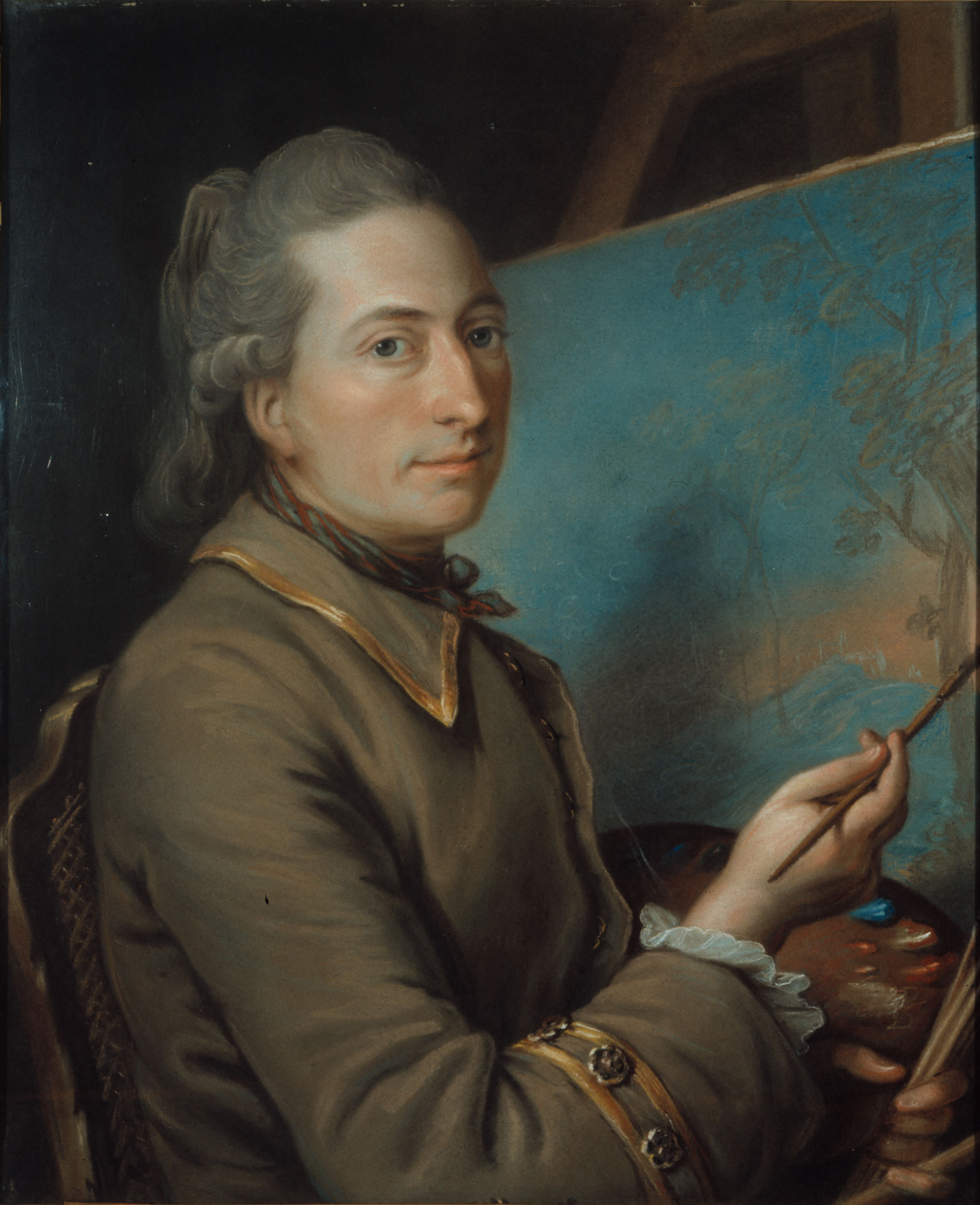
Louis Claude Dupin de Francueil, Lebenspartner nach der Trennung vom Ehemann Denis Joseph Lalive d’Épinay

Am 23. Dezember 1745 heiratete sie ihren Cousin (2. Grades), den Hauptzollpächter Denis-Joseph Lalive, Marquis d’Épinay (1724–1782), den zweiten Sohn von Louis Denis Lalive de Bellegarde (1680–1751) und Marie Thérèse Josèphe Prouveur (1696–1743). Louis Denis Lalive de Bellegarde war ein Fermier général und wurde 1762 seines einträglichen Postens enthoben. Ihre Schwägerin, Élisabeth Sophie Françoise César, comtesse d’Houdetot (1730–1813), war eine berühmte Salonnière des 18. Jahrhunderts. Aus der Ehe, die allen Berichten zufolge unglücklich verlief, gingen zwei Kinder hervor:
- Louis-Joseph Lalive d’Épinay (1746–1813)
- Françoise-Suzanne-Thérèse Lalive d’Épinay (1747–1748)

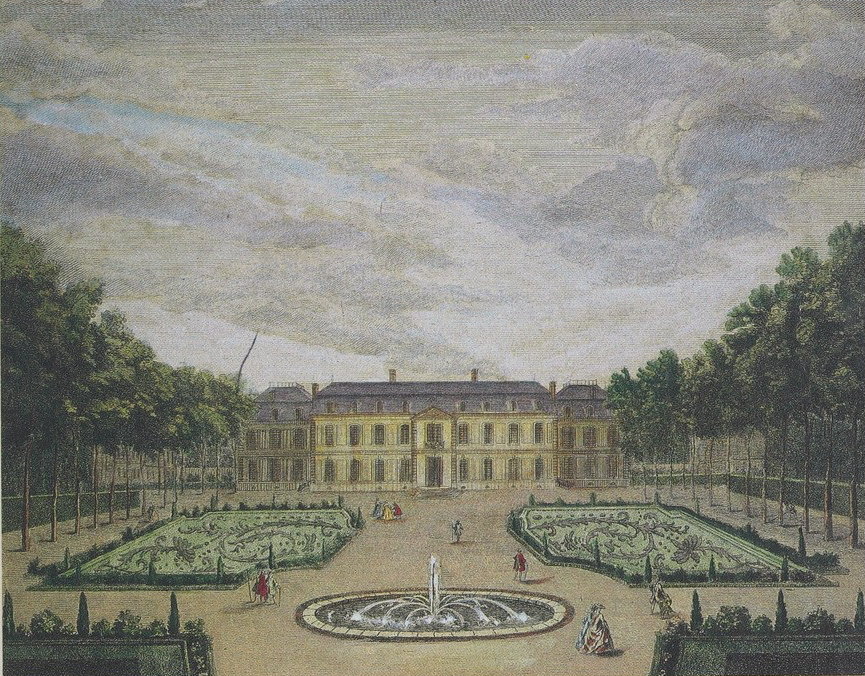
Le Château de la Chevrette in Deuil-la-Barre

Nach der Geburt ihres zweiten Kindes verließ Madame d’Épinay ihren Mann nach erbitterten Streitereien, weil sie dessen Verhältnis zu seiner Geliebten nicht mehr tolerieren wollte. Wenig später ging sie eine längere Liebesbeziehung mit dem Schriftsteller Louis Claude Dupin, seigneur de Francueil (1716–1780) ein. Dieser war mit Marie-Aurore de Saxe (1748–1821), der illegitimen Tochter von Hermann Moritz von Sachsen, verheiratet und damit der Urgroßvater der Schriftstellerin Aurora Dupin, besser bekannt als George Sand. Aus der Verbindung mit Madame d’Épinay gingen zwei Kinder hervor:
- Angélique-Louise-Charlotte Le Blanc de Beaulieu (1749–1824)
- Jean-Claude Le Blanc de Beaulieu (1753–1825), Bischof von Soissons (1802 bis 1820) und danach Bischof von Arles

Allan Ramsay: Porträt des Jean-Jacques Rousseau, 1766

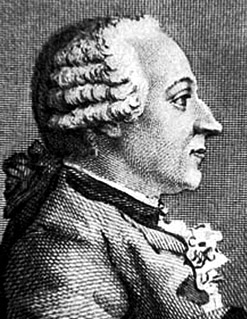
Friedrich Melchior Grimm

Im Jahre 1746 wurde Jean-Jacques Rousseau (1712–1778) Sekretär im Hause Dupin-Francueil. Zwei Jahre später (1748) machte er die erste Bekanntschaft mit seiner späteren Gönnerin Madame d’Épinay. Wahrscheinlich wurde Friedrich Melchior Baron von Grimm 1754 von Rousseau Madame d’Epinay vorgestellt, deren Liebhaber er bald wurde.
Madame d’Épinay führte in ihrer Pariser Stadtwohnung einen bekannten Literarischen Salon, unter ihren Gästen waren unter anderem Pierre Carlet de Marivaux, Charles Pinot Duclos (1704–1772), Jean-François Marmontel, Charles de Secondat, Baron de Montesquieu, Jean-Nicolas Dufort de Cheverny (1731–1802), Michel-Jean Sedaine, Jean-François de Saint-Lambert, Abbé Galiani und Guillaume Thomas François Raynal.
Sie war mit Jeanne-Catherine Quinault befreundet, welche ihrerseits um das Jahr 1769 eine intime Beziehung mit Denis Diderot führte.
Als Schriftstellerin pflegte Madame d’Épinay vor allem die Gattungen Tagebuch und Brief. Damit ist sie typisch für die im 18. Jahrhundert aufblühende Frauenliteratur, die kleine, intimere Formen bevorzugte. Der Wert ihres Schaffens resultiert jedoch nicht nur aus der Dokumentation historischer und kultureller Vorgänge, sondern auch aus Madame d’Épinays brillantem Stil und ihrer politischen Weitsicht.

### Prix d'utilite der Académie française
Für ihr Werk Conversations d’Émilie erhielt Louise d’Épinay kurz vor ihrem Tod den Prix d'utilite der Académie française (1783). Die Conversations wurden in mehrere Sprachen übersetzt. Sie gelten als Gegenentwurf zu Rousseaus Erziehungsroman Émile (1762), der die Bildung der Mädchen allein in der Vorbereitung auf ihre spätere Rolle als Hausfrau, Mutter und Gefährtin des Mannes behandelt.

## Werke (Auswahl)
- 1774 Les Conversations d’Émilie (in mehrere Sprachen übersetzt)
- 1818 Correspondance de l’abbé Galiani